# 古列尔莫二世 (西西里)

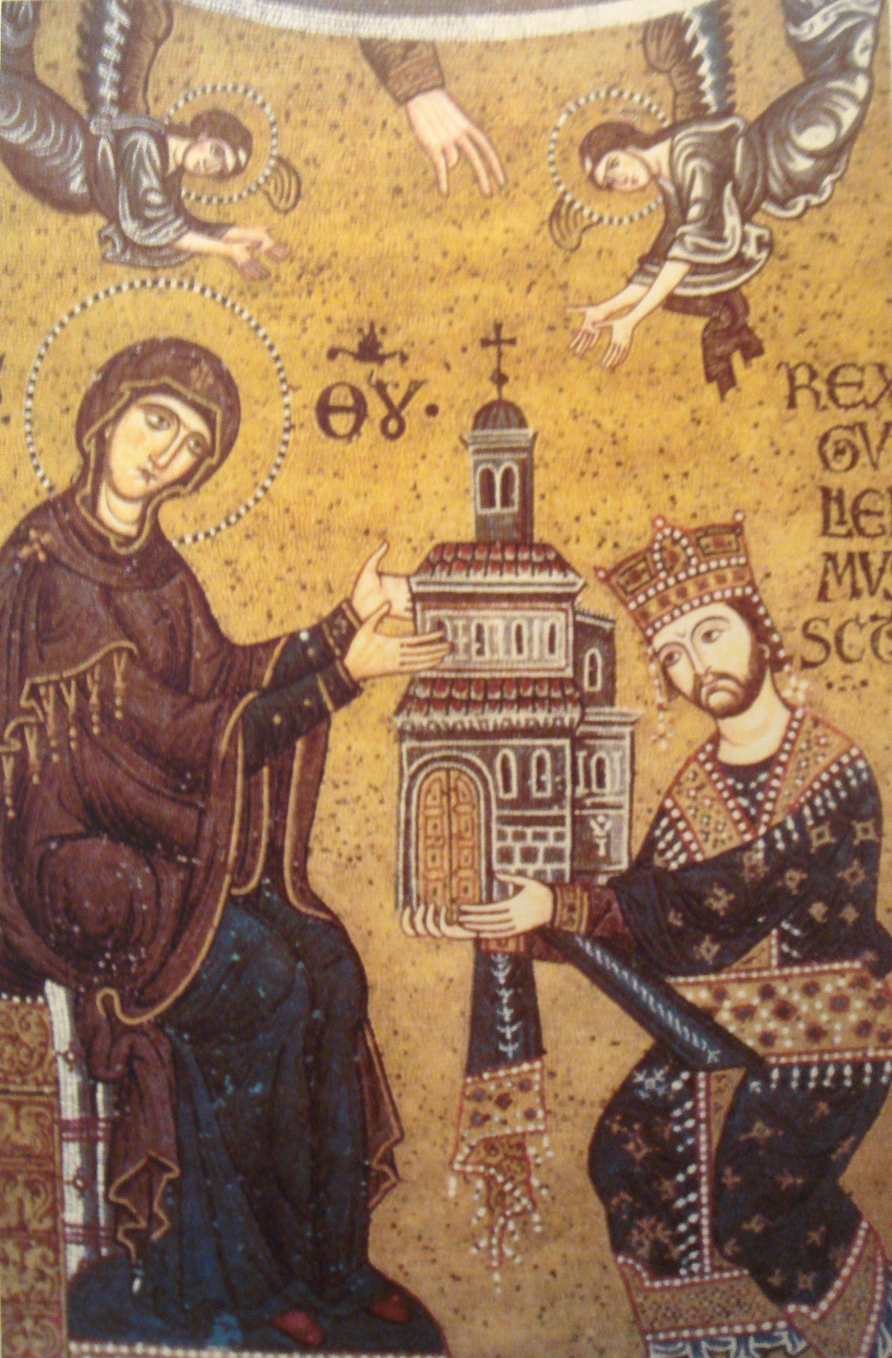
古列尔莫二世 (西西里)

古列尔莫二世（Guglielmo Ⅱ，1153年12月—1189年11月11日），绰号「好人」（The Good），1166年—1189年间为西西里王国国王。他的性格很矛盾，缺乏军事进取心，孤僻且好享乐，他在帕勒莫的宫廷生活中很少露面。但他的统治以雄心勃勃的对外政策和有力的外交闻名。作为教宗的拥护者，他秘密与伦巴第诸城结盟，成功抵抗了他们的共同敌人神圣罗马帝国皇帝红胡子腓特烈一世。但丁在《神曲》中将他安排在天堂，薄伽丘的《十日谈》也对他有所提及（称他有两个孩子的第四部分，以及第七部分）。
古列尔莫仅在死后数十年被称为“好人”。这更多是因为他在任内中止了困扰其父任期和在他的继任者任内爆发的战争的内乱而非人品。在霍亨斯陶芬王朝，他的任期被描述为和平和正义的黄金时期。他的数字“二世”是当时就使用的，他本人就使用了。

## 为王

### 母后摄政
在两个哥哥均早夭后，他才12岁就继承了王位，由母后摄政，1171年亲政前，先后由宰相埃蒂安·珀尔谢（也是太后玛格丽塔的亲戚）（1166年 - 1168年）、帕勒莫大主教瓜尔铁罗·奥法米利奥、副宰相阿耶洛的马特奥掌权。
1168年，珀尔谢被一场政变推翻。政变者称古列尔莫二世被杀、珀尔谢意图让兄弟娶古列尔莫二世因被预言“她的婚姻将毁灭西西里”而自幼被作为修女关在帕勒莫的至圣救主堂的姑母科斯坦察公主以染指王位，尽管王弟卡普亚亲王恩里科仍然在世。

### 婚姻和联盟
特拉尼大主教伯特兰二世谈判寻求让古列尔莫二世迎娶拜占庭公主玛丽亚却无果，导致古列尔莫二世与拜占庭皇帝曼努埃爾一世在1172年决裂。1173年“红胡子”腓特烈提议古列尔莫娶他的长女贝亚特丽丝，但古列尔莫拒绝冒犯教宗。
同年卡普亚亲王恩里科的去世标志着一场潜在的继承危机：一说1174年，古列尔莫二世指定仅剩的王位继承人科斯坦察为继承人并安排了宣誓效忠，但是科斯坦察仍然被关在修道院里。
1174年和1175年，古列尔莫二世分别与热那亚和威尼斯两个共和国缔结了和约。古列尔莫在1177年2月娶英格兰国王亨利二世的女儿英格蘭的瓊（1165年—1199年）为王后，这使他在欧洲的政治格局中有了较高的地位。虽然琼一直没有生下存活的继承人，但古列尔莫始终没有寻求停妻再娶。
1177年7月，古列尔莫派大主教萨莱尔诺的罗穆亚尔多和安德里亚的鲁杰罗伯爵组成的使团和皇帝签订了《威尼斯和约》。1184年，古列尔莫为了确保和平，将30岁的科斯坦察放出修道院与“红胡子”腓特烈之子未来的亨利六世皇帝订婚，他们于1186年1月完婚，古列尔莫并要求诸侯宣誓以科斯坦察为继承人。这对西西里的诺曼王朝是致命的，做出这个决定可能是古列尔莫想对外征服的缘故。另一方面，在他无嗣的情况下，这样也可阻止他的私生堂兄莱切伯爵坦克雷迪宣称王位。

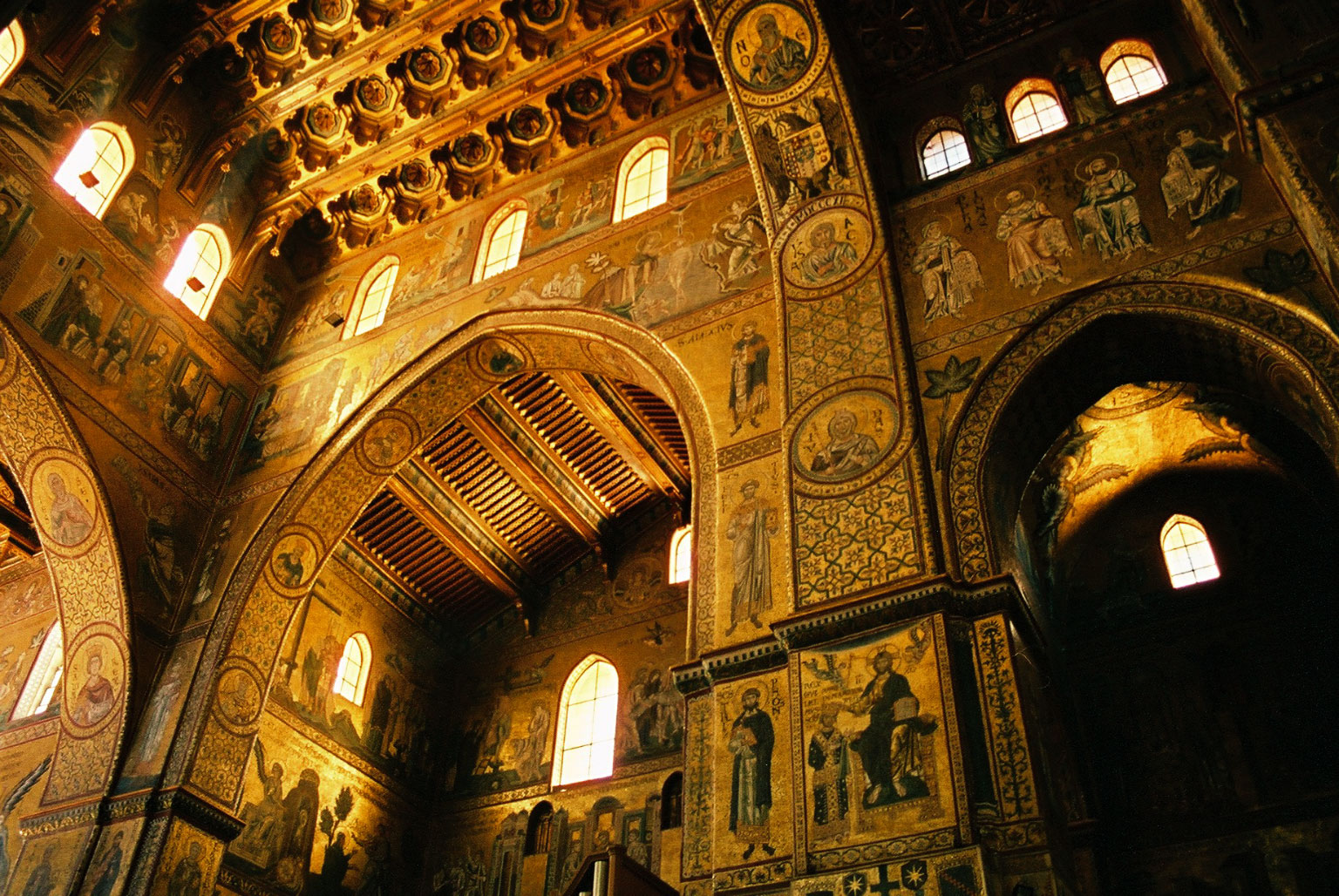
古列尔莫二世任内建成的蒙雷阿莱主教座堂。古列尔莫的父母就埋在这里。

## 与埃及和拜占庭的战事
无力恢复非洲领地的古列尔莫转攻埃及阿尤布王朝。1174年7月，他与萨拉丁在埃及交战，三万西西里军队在亚历山大港前登陆，但萨拉丁的到来迫使他们在混乱中撤退。1180年拜占庭皇帝曼努埃尔一世驾崩，拜占庭陷入混乱，古列尔莫趁机与之为敌。1185年6月11日，他攻占都拉斯。随后，他据称达八万的军队（其中有五千骑士）向塞萨洛尼卡进军，由200艘战船组成的舰队也向相同目标前进，于路攻占伊奧尼亞群島如克基拉岛、凯法利尼亚、伊萨卡和扎金索斯。8月，塞萨洛尼卡在水陆夹击下陷落，并遭洗劫，7000希腊人被杀。
西西里军队随后向拜占庭都城进军，但在11月7日被拜占庭皇帝伊萨克二世由阿莱克修斯·布拉纳斯率领的军队在斯特鲁马河岸击败。1189年，古列尔莫放弃塞萨洛尼卡，和伊萨克讲和，放弃了所有的征服所得。他计划让十字军经由自己的领地，想在第三次十字军东征中扮演领袖角色。他的舰队司令马加里托是和安条克的乔治相仿的海军天才，率60艘船为法兰克人打开了东地中海的通道，迫使此前强势的萨拉丁在1188年春于的黎波里撤退。

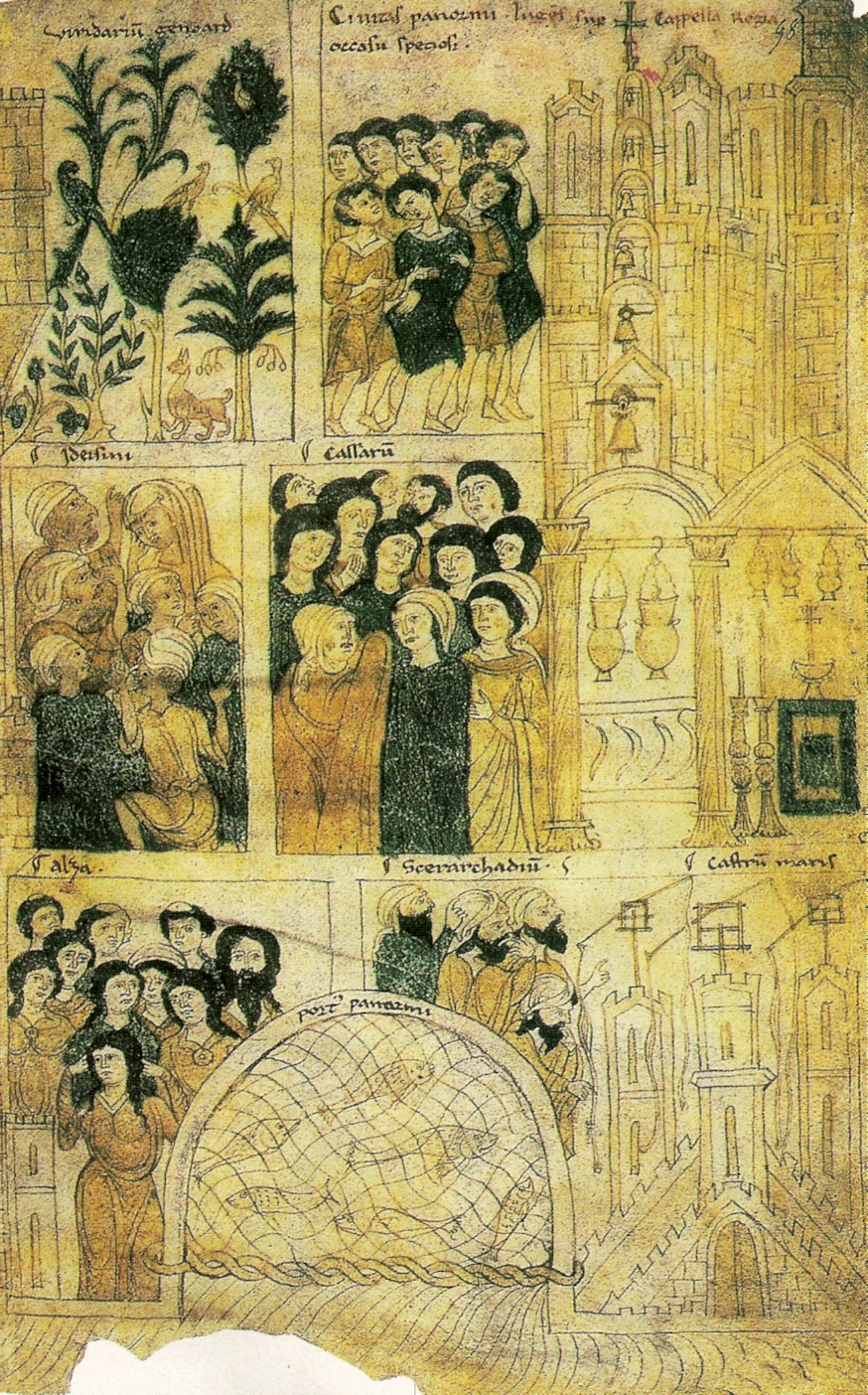
为古列尔莫二世的驾崩而哀悼的帕勒莫，出自埃博利的皮耶特罗的《荣誉之书》。

## 死亡
1189年11月，古列尔莫在帕勒莫驾崩，没有子女。托里尼的罗贝托在1181年记载古列尔莫有一个早夭的儿子阿普利亚公爵博蒙多。
他死后，以阿耶洛的马特奥为首的诺曼官员为了避免被日耳曼所统治，没有支持科斯坦察，而是支持坦克雷迪继位。

## 文献
- Böhme, Eric (2024), 1190: A Letter from al-Mahdiyya Reports on a Muslim Uprising on Sicily, in: Transmediterranean History 6.1, DOI: https://doi.org/10.18148/tmh/2024.6.1.78.
- Frohlich, Walter. Chibnall, Marjorie , 编. . Anglo-Norman Studies: XV. Proceedings of the Battle Conference (The Boydell Press). 1993.
- Hermans, Jos. . Proceedings of the Battle Conference on Anglo-Norman Studies (The Boydell Press). 1980, II: 78–92.
- Queller, D. E.; Madden, Thomas F. . University of Pennsylvania Press. 1997.
- Runciman, Steven. . Cambridge University Press. 2012.
- Travaini, Lucia. . The Numismatic Chronicle. 1991, 151.
- Matthew, Donald. The Norman Kingdom of Sicily. Cambridge University Press: 1992.

| 古列尔莫二世 (西西里) 歐特維爾王朝出生于：1153年12月逝世於：1189年11月11日 | 古列尔莫二世 (西西里) 歐特維爾王朝出生于：1153年12月逝世於：1189年11月11日 | 古列尔莫二世 (西西里) 歐特維爾王朝出生于：1153年12月逝世於：1189年11月11日 |
| 統治者頭銜                                                                 | 統治者頭銜                                                                 | 統治者頭銜                                                                 |
| -------------------------------------------------------------------------- | -------------------------------------------------------------------------- | -------------------------------------------------------------------------- |
| 前任者： 古列尔莫一世                                                      | 西西里國王 1166年–1189年                                                   | 繼任者： 坦克雷迪                                                          |
| 前任者： 西莫尼                                                            | 塔兰托亲王 1157年–1189年                                                   | 繼任者： 坦克雷迪                                                          |